# Cerococcus indicus
Cerococcus indicus är en insektsart som först beskrevs av William Miles Maskell 1897.  Cerococcus indicus ingår i släktet Cerococcus och familjen Cerococcidae. Inga underarter finns listade i Catalogue of Life.